# Рубцов, Пётр Павлович
Петр Павлович Рубцов (1860—1919) — русский химик, один из авторов «Энциклопедического словаря Брокгауза и Ефрона».

## Биография
Из дворян.
Окончил Санкт-Петербургскую 7-ю гимназию (1881) и физико-математический факультет Санкт-Петербургского университета со степенью кандидата естественных наук (1885). Занимался органической химией в лаборатории профессора Бутлерова А.М., после чего короткое время преподавал естественную историю и химию в Выборгском реальном училище.
С 1886 году состоял лаборантом и руководил практическими занятиями по аналитической химии в минном офицерском классе в Кронштадте, в 1891 году назначен старшим помощником начальника учрежденной морским ведомством в этом году в научно-технической лаборатории Санкт-Петербурга для изучения бездымного пороха и взрывчатых веществ и с 1904 года состоял её начальником.
В течение лета 1889 года исполнял обязанности химика на Невском химическом заводе.
В 1893 году был командирован для опыта производства пироколлодия на химический завод П.К. Ушкова в Елабугу.
В 1902 году командирован в Германию для ознакомления с современным положением там порохового дела.
В 1898—1901 годах преподавал химию в морском кадетском корпусе.
Научные работы П. П. Рубцова касаются почти исключительно бездымного пороха и взрывчатых веществ.
Результаты их напечатаны в «Отч. Н.-Т. Лаб.» за 1891—97 гг., а также в «Журнале Русского физико-химического общества» (1891) им напечатан «Способ определения азота в азотнокислых эфирах реакцией восстановления их железным купоросом с соляной кислотой».
П.П. Рубцов принимал деятельное участие в выработке Н.-Т. лабораторией в 1891—92 гг. нового вида бездымного (пироколлодийного) пороха и в постановке затем фабрикации его на заводе морского ведомства.
В «Энциклопедическом словаре Брокгауза и Ефрона» Рубцову принадлежит ряд статей по неорганической, органической и аналитической химии, по химической технологии, обзор истории химии в России, а также начиная с 31 полутома по 75 и значительная доля участия, в качестве сотрудника профессора Дмитрия Ивановича Менделеева, в редакции химико-технического отдела Словаря; в дополнительных томах этот отдел ведется под редакцией Рубцова.
Кроме того, П.П. Рубцов участвовал как помощник профессора Менделеева Д.И. в редакции «Библиотеки промышленных знаний», изд. Брокг. и Ефр. в 1900—1901 гг.